# Liste des entraîneurs de Neuchâtel Xamax FCS
Les tableaux suivant détaillent la liste des entraîneurs de Neuchâtel Xamax FCS, de Neuchâtel Xamax et de ses clubs qui ont fusionné FC Xamax et FC Cantonal Neuchâtel.

Logo de Neuchâtel Xamax FCS.

Les informations données sont le nom et le prénom de l'entraîneur, sa nationalité, sa date d'arrivée et de départ, ses statistiques en club et son palmarès.
Seuls les matchs en compétitions officielles sont comptés, mais le palmarès compte les trophées officiels gagnés et également les trophées non officiels (amicaux) gagnés.

## FC Cantonal Neuchâtel
| Identité            | Identité                           | Période          | Période      | Statistiques | Statistiques | Statistiques | Statistiques | Statistiques | Statistiques | Statistiques            | Palmarès              | Palmarès         | Notes |
| Nom                 | Nationalité                        | De               | À            | Matchs       | Victoires    | Nuls         | Défaites     | Buts pour    | Buts contre  | Pourcentage de victoire | Trophée(s)            | Tournois amicaux | Notes |
| ------------------- | ---------------------------------- | ---------------- | ------------ | ------------ | ------------ | ------------ | ------------ | ------------ | ------------ | ----------------------- | --------------------- | ---------------- | ----- |
| Carlo Pintér        | Suisse Tchécoslovaquie ( Tchéquie) | 1er juillet 1941 | 30 juin 1942 | 29           | 11           | 3            | 15           | 61           | 67           | 37,93                   |                       |                  |       |
| Leó Weisz           | Hongrie                            | 1er juillet 1942 | 30 juin 1946 | 114          | 47           | 27           | 40           | 173          | 151          | 41,23                   |                       |                  |       |
| Giovanni Ferrari    | Suisse                             | 1er juillet 1946 | 30 juin 1948 | 56           | 12           | 11           | 33           | 69           | 152          | 21,43                   |                       |                  |       |
| Fernand Jaccard     | Suisse                             | 1er juillet 1948 | 30 juin 1952 | 121          | 60           | 28           | 33           | 284          | 183          | 49,59                   | Ligue nationale B (1) |                  |       |
| Hinduljak           | Tchécoslovaquie ( Tchéquie)        | 1er juillet 1952 | 30 juin 1953 | 27           | 12           | 5            | 10           | 44           | 40           | 44,44                   |                       |                  |       |
| Traugott Oberer     | Suisse                             | 1er juillet 1952 | 30 juin 1953 | 27           | 12           | 5            | 10           | 44           | 40           | 44,44                   |                       |                  |       |
| Pierre Lauer        | Suisse                             | 1er juillet 1953 | 30 juin 1954 | 27           | 13           | 5            | 9            | 61           | 44           | 48,15                   |                       |                  |       |
| André Frey          | Suisse                             | 1er juillet 1954 | 30 juin 1955 | 28           | 12           | 3            | 13           | 58           | 60           | 42,86                   |                       |                  |       |
| Carlo Pintér        | Suisse Tchécoslovaquie ( Tchéquie) | 1er juillet 1955 | janvier 1957 | 46           | 25           | 7            | 14           | 115          | 80           | 54,35                   |                       |                  |       |
| Josef Artimovicz    | Autriche                           | janvier 1957     | 30 juin 1959 | 73           | 38           | 14           | 21           | 155          | 120          | 52,05                   |                       |                  |       |
| Karl-Heinz Wettig   | Allemagne                          | 1er juillet 1959 | 30 juin 1960 | 28           | 9            | 6            | 13           | 53           | 60           | 32,14                   |                       |                  |       |
| Stephan Grocz       | Hongrie                            | 1er juillet 1960 | 30 juin 1961 | 31           | 9            | 6            | 16           | 55           | 81           | 29,03                   |                       |                  |       |
| Robert Mandry       | Suisse                             | 1er juillet 1960 | 30 juin 1961 | 31           | 9            | 6            | 16           | 55           | 81           | 29,03                   |                       |                  |       |
| Pépi Humpal         | Tchécoslovaquie ( Tchéquie)        | 1er juillet 1961 | 30 juin 1965 | 109          | 50           | 18           | 41           | 190          | 195          | 45,87                   | 1re Ligue (1)         |                  |       |
| Pépi Humpal         | Tchécoslovaquie ( Tchéquie)        | 1er juillet 1961 | 30 juin 1965 | 109          | 50           | 18           | 41           | 190          | 195          | 45,87                   | Ligue nationale B (1) |                  |       |
| Abdelhamid Zouba    | Algérie                            | 1er juillet 1965 | 30 juin 1966 | 32           | 7            | 8            | 17           | 37           | 69           | 21,88                   |                       |                  |       |
| Raymond Morand      | Suisse                             | 1er juillet 1966 | 30 juin 1968 | 57           | 31           | 13           | 13           | 131          | 84           | 54,39                   |                       |                  |       |
| Milorad Milutinović | Yougoslavie ( Serbie)              | 1er juillet 1968 | 30 juin 1969 | 27           | 12           | 7            | 8            | 41           | 38           | 44,44                   |                       |                  |       |
| Jean-Paul Péguiron  | Suisse                             | 1er juillet 1969 | 30 juin 1970 | 2            | 1            | 0            | 1            | 6            | 1            | 50,00                   |                       |                  |       |
| Pépi Humpal         | Tchécoslovaquie ( Tchéquie)        | 1er juillet 1969 | 30 juin 1970 | 2            | 1            | 0            | 1            | 6            | 1            | 50,00                   |                       |                  |       |

## FC Xamax
| Identité          | Identité                    | Période          | Période                           | Statistiques | Statistiques | Statistiques | Statistiques | Statistiques | Statistiques | Statistiques            | Palmarès      | Palmarès         | Notes   |
| Nom               | Nationalité                 | De               | À                                 | Matchs       | Victoires    | Nuls         | Défaites     | Buts pour    | Buts contre  | Pourcentage de victoire | Trophée(s)    | Tournois amicaux | Notes   |
| ----------------- | --------------------------- | ---------------- | --------------------------------- | ------------ | ------------ | ------------ | ------------ | ------------ | ------------ | ----------------------- | ------------- | ---------------- | ------- |
| Marius Jacot      | Suisse                      | 1er juillet 1959 | 30 juin 1960                      |              |              |              |              |              |              |                         | 2e Ligue (1)  |                  |         |
| Branko Vidjak     | Yougoslavie ( Croatie)      | 1er juillet 1960 | 30 juin 1961                      | 24           | 13           | 4            | 7            | 64           | 48           | 54,17                   |               |                  |         |
| Jean-Claude Mella | Suisse                      | 1er juillet 1961 | 30 juin 1962                      | 23           | 14           | 3            | 6            | 66           | 42           | 60,87                   |               |                  |         |
| Louis Casali      | Suisse                      | 1er juillet 1962 | 30 juin 1963                      | 26           | 13           | 7            | 6            | 57           | 38           | 50,00                   |               |                  |         |
| Federico Rickens  | Argentine                   | 1er juillet 1963 | 30 juin 1964                      | 26           | 11           | 5            | 10           | 44           | 36           | 42,31                   |               |                  |         |
| Raymond Joccottet | Suisse                      | 1er juillet 1964 | 30 juin 1965                      | 26           | 13           | 8            | 5            | 53           | 43           | 50,00                   |               |                  |         |
| Antonio Merlo     | Suisse Italie               | 1er juillet 1964 | 30 juin 1965                      | 26           | 13           | 8            | 5            | 53           | 43           | 50,00                   |               |                  |         |
| Pépi Humpal       | Tchécoslovaquie ( Tchéquie) | 1er juillet 1965 | 19 novembre 1968                  | 101          | 47           | 25           | 29           | 195          | 152          | 46,53                   | 1re Ligue (1) |                  |         |
| Heinz Bertschi    | Suisse                      | 20 novembre 1968 | 27 novembre 1969                  | 33           | 14           | 4            | 15           | 56           | 60           | 42,42                   |               |                  |         |
| Paul Garbani      | Suisse                      | 28 novembre 1969 | 6 décembre 1971 (Neuchâtel Xamax) | 13           | 7            | 3            | 3            | 28           | 18           | 53,85                   |               |                  | [ n 1 ] |

## Neuchâtel Xamax
| Identité               | Identité                                     | Période                     | Période                               | Statistiques | Statistiques | Statistiques | Statistiques | Statistiques | Statistiques | Statistiques            | Palmarès                    | Palmarès            | Notes   |
| Nom                    | Nationalité                                  | De                          | À                                     | Matchs       | Victoires    | Nuls         | Défaites     | Buts pour    | Buts contre  | Pourcentage de victoire | Trophée(s)                  | Tournois amicaux    | Notes   |
| ---------------------- | -------------------------------------------- | --------------------------- | ------------------------------------- | ------------ | ------------ | ------------ | ------------ | ------------ | ------------ | ----------------------- | --------------------------- | ------------------- | ------- |
| Paul Garbani           | Suisse                                       | 28 novembre 1969 (FC Xamax) | 6 décembre 1971                       | 42           | 18           | 12           | 12           | 80           | 61           | 42,86                   |                             |                     | [ n 2 ] |
| Josef Artimovicz       | Autriche                                     | 3 mars 1972                 | 30 juin 1972                          | 16           | 8            | 2            | 6            | 39           | 26           | 50,00                   |                             | Coupe Horlogère (1) |         |
| Lev Mantula            | Yougoslavie ( Bosnie-Herzégovine) ( Croatie) | 1er juillet 1972            | 19 novembre 1974                      | 92           | 45           | 19           | 28           | 188          | 126          | 48,91                   | Ligue nationale B (1)       |                     |         |
| Branko Rezar           | Yougoslavie ( Croatie)                       | 14 mars 1975                | 30 juin 1975                          | 13           | 5            | 3            | 5            | 26           | 24           | 38,46                   |                             |                     |         |
| Gilbert Gress          | Suisse France                                | 1er juillet 1975            | 30 juin 1977                          | 69           | 31           | 16           | 22           | 112          | 77           | 44,93                   |                             | Coupe Horlogère (1) |         |
| Antonio Merlo          | Suisse Italie                                | 1er juillet 1977            | 3 avril 1978                          | 26           | 9            | 3            | 14           | 41           | 49           | 34,62                   |                             |                     |         |
| Erich Vogel            | Suisse                                       | 6 avril 1978                | 22 octobre 1979                       | 62           | 27           | 11           | 24           | 111          | 95           | 43,55                   |                             |                     |         |
| Lev Mantula            | Yougoslavie ( Bosnie-Herzégovine) ( Croatie) | 26 octobre 1979             | 30 juin 1980                          | 21           | 7            | 4            | 10           | 28           | 34           | 33,33                   |                             |                     |         |
| Jean-Marc Guillou      | France                                       | 1er juillet 1980            | 30 juin 1981                          | 29           | 15           | 6            | 8            | 48           | 31           | 51,72                   |                             |                     |         |
| Gilbert Gress          | Suisse France                                | 1er juillet 1981            | 30 juin 1990                          | 357          | 188          | 90           | 79           | 762          | 427          | 52,66                   | Supercoupe de Suisse (2)    |                     |         |
| Gilbert Gress          | Suisse France                                | 1er juillet 1981            | 30 juin 1990                          | 357          | 188          | 90           | 79           | 762          | 427          | 52,66                   | Ligue nationale A (2)       |                     |         |
| Roy Hodgson            | Angleterre                                   | 1er juillet 1990            | 31 décembre 1991                      | 82           | 37           | 26           | 19           | 123          | 72           | 45,12                   | Supercoupe de Suisse (1)    |                     |         |
| Roy Hodgson            | Angleterre                                   | 1er juillet 1990            | 31 décembre 1991                      | 82           | 37           | 26           | 19           | 123          | 72           | 45,12                   | Coupe Intertoto (2)         |                     |         |
| Uli Stielike           | Allemagne                                    | 1er janvier 1992            | 3 novembre 1993                       | 75           | 25           | 27           | 23           | 125          | 104          | 33,33                   |                             |                     |         |
| Don Givens             | Irlande                                      | 8 novembre 1993             | 30 juin 1994                          | 22           | 11           | 5            | 6            | 27           | 18           | 50,00                   |                             |                     |         |
| Gilbert Gress          | Suisse France                                | 1er juillet 1994            | 31 décembre 1997                      | 154          | 69           | 45           | 40           | 263          | 193          | 44,81                   |                             |                     |         |
| Alain Geiger           | Suisse                                       | 1er janvier 1998            | 30 juin 2002                          | 171          | 58           | 52           | 61           | 252          | 283          | 33,92                   |                             |                     |         |
| Claude Ryf             | Suisse                                       | 1er juillet 2002            | 23 février 2004                       | 67           | 24           | 15           | 28           | 95           | 107          | 35,82                   |                             |                     |         |
| René Lobello           | France Italie                                | 26 février 2004             | 9 mars 2004                           | 2            | 0            | 0            | 2            | 0            | 9            | 00,00                   |                             |                     | [ n 3 ] |
| Christophe Moulin      | Suisse                                       | 13 mars 2004                | 30 juin 2004                          | 16           | 7            | 2            | 7            | 30           | 26           | 43,75                   |                             |                     | [ n 4 ] |
| Gianni Dellacasa       | Italie                                       | 1er juillet 2004            | 27 mars 2005                          | 25           | 11           | 6            | 8            | 38           | 28           | 44,00                   |                             |                     |         |
| René Lobello           | France Italie                                | 1er avril 2005              | 18 avril 2005                         | 3            | 0            | 0            | 3            | 2            | 5            | 00,00                   |                             |                     | [ n 5 ] |
| Alain Geiger           | Suisse                                       | 19 avril 2005               | 20 septembre 2005                     | 23           | 5            | 4            | 14           | 28           | 40           | 21,74                   |                             |                     |         |
| Miroslav Blažević      | Suisse Yougoslavie ( Croatie)                | 27 septembre 2005           | 30 juin 2006                          | 30           | 8            | 6            | 16           | 34           | 57           | 26,67                   |                             |                     |         |
| Gérard Castella        | Suisse                                       | 24 juillet 2006             | 16 mars 2008                          | 66           | 34           | 14           | 18           | 123          | 84           | 51,52                   | Challenge League (1)        |                     |         |
| Néstor Clausen         | Suisse Argentine                             | 17 mars 2008                | 30 janvier 2009                       | 32           | 10           | 10           | 12           | 44           | 47           | 31,25                   |                             |                     |         |
| Alain Geiger           | Suisse                                       | 5 février 2009              | 30 juin 2009                          | 18           | 6            | 4            | 8            | 27           | 29           | 33,33                   |                             |                     |         |
| Pierre-André Schürmann | Suisse                                       | 1er juillet 2009            | 14 avril 2010                         | 33           | 11           | 7            | 15           | 54           | 46           | 33,33                   |                             |                     |         |
| Jean-Michel Aeby       | Suisse                                       | 15 avril 2010               | 27 août 2010                          | 13           | 3            | 2            | 8            | 24           | 31           | 23,08                   |                             |                     |         |
| Didier Ollé-Nicolle    | France                                       | 1er septembre 2010          | 12 mai 2011                           | 31           | 12           | 5            | 14           | 51           | 58           | 38,71                   |                             |                     |         |
| Bernard Challandes     | Suisse                                       | 13 mai 2011                 | 30 mai 2011                           | 4            | 0            | 2            | 2            | 2            | 5            | 00,00                   |                             |                     |         |
| François Ciccolini     | France Italie                                | 1er juillet 2011            | 24 juillet 2011                       | 2            | 0            | 0            | 2            | 0            | 5            | 00,00                   |                             |                     |         |
| Joaquín Caparrós       | Espagne                                      | 27 juillet 2011             | 3 septembre 2011                      | 5            | 1            | 3            | 1            | 4            | 5            | 20,00                   |                             |                     |         |
| Víctor Muñoz           | Espagne                                      | 2 septembre 2011            | 26 janvier 2012                       | 13           | 7            | 2            | 4            | 21           | 15           | 53,85                   |                             |                     |         |
| Roberto Cattilaz       | Suisse                                       | 4 mai 2012                  | 20 octobre 2015 (Neuchâtel Xamax FCS) | 26           | 21           | 4            | 1            | 92           | 28           | 80,77                   | 2e ligue interrégionale (1) |                     | [ n 6 ] |

## Neuchâtel Xamax FCS
| Identité         | Identité          | Période                           | Période          | Statistiques | Statistiques | Statistiques | Statistiques | Statistiques | Statistiques | Statistiques            | Palmarès             | Palmarès         | Notes   |
| Nom              | Nationalité       | De                                | À                | Matchs       | Victoires    | Nuls         | Défaites     | Buts pour    | Buts contre  | Pourcentage de victoire | Trophée(s)           | Tournois amicaux | Notes   |
| ---------------- | ----------------- | --------------------------------- | ---------------- | ------------ | ------------ | ------------ | ------------ | ------------ | ------------ | ----------------------- | -------------------- | ---------------- | ------- |
| Roberto Cattilaz | Suisse            | 4 mai 2012 (Neuchâtel Xamax 1912) | 20 octobre 2015  | 79           | 51           | 11           | 17           | 194          | 97           | 64,56                   | 1re ligue (1)        |                  | [ n 7 ] |
| Roberto Cattilaz | Suisse            | 4 mai 2012 (Neuchâtel Xamax 1912) | 20 octobre 2015  | 79           | 51           | 11           | 17           | 194          | 97           | 64,56                   | Promotion League (1) |                  | [ n 7 ] |
| Michel Decastel  | Suisse            | 21 octobre 2015                   | 5 février 2019   | 121          | 66           | 28           | 27           | 249          | 153          | 54,55                   | Challenge League (1) |                  |         |
| Stéphane Henchoz | Suisse            | 5 février 2019                    | 30 juin 2019     | 19           | 8            | 3            | 8            | 27           | 29           | 42,11                   |                      |                  |         |
| Joël Magnin      | Suisse            | 1er juillet 2019                  | 5 juillet 2020   | 31           | 6            | 10           | 15           | 33           | 59           | 19,35                   |                      |                  |         |
| Stéphane Henchoz | Suisse            | 5 juillet 2020                    | 13 décembre 2020 | 21           | 4            | 2            | 15           | 17           | 49           | 19,05                   |                      |                  |         |
| Martin Rueda     | Suisse Espagne    | 13 décembre 2020                  | 31 décembre 2020 | 3            | 1            | 0            | 2            | 3            | 3            | 33,33                   |                      |                  | [ n 8 ] |
| Andrea Binotto   | Suisse Italie     | 1er janvier 2021                  | 28 août 2022     | 66           | 22           | 14           | 30           | 92           | 96           | 33,33                   |                      |                  |         |
| Jeff Saibene     | Suisse Luxembourg | 29 août 2022                      | 23 avril 2023    | 25           | 3            | 10           | 12           | 32           | 42           | 12,00                   |                      |                  |         |
| Uli Forte        | Suisse Italie     | 25 avril 2023                     | 23 décembre 2024 | 65           | 23           | 19           | 23           | 107          | 97           | 35,38                   |                      |                  |         |
| Anthony Braizat  | France            | 24 décembre 2024                  | Présent          |              |              |              |              |              |              |                         |                      |                  |         |